# Shinji Sōmai
Shinji Sōmai (相米慎二, Sōmai Shinji), né le 13 janvier 1948 à Morioka et mort le 9 septembre 2001 à Isehara, est un réalisateur japonais.

## Biographie
Selon son grand frère, le premier contact de Shinji Sōmai avec le monde du cinéma remonte à 1958 lorsqu'il avait tout juste dix ans. Cette année-là, Tomu Uchida tourne son film La Fête des forêts et des lacs (1958) en extérieur du côté du village de Shibecha près de Kushiro, où la famille de Sōmai s'est installée quelques années auparavant. Son frère rapporte que le jeune Sōmai se rendait régulièrement sur le lieu du tournage avec un cahier à la main pour poursuivre l'actrice Ineko Arima dont il était devenu fan.
Cette passion pour le cinéma semble ne l'avoir jamais quitté et le réalisateur reconnaît lui-même avoir été un « eiga-seinen » (garçon cinéphile) jusqu'à sa dernière année de lycée. En 1965 il réalise ainsi avec deux amis un film amateur en 8mm de soixante-sept minutes ayant pour titre Vers la fin de nos jours (日々の果てに, Hibi no hate ni), malheureusement perdu.
Sōmai entre en 1967 à l'université Chūō à Tokyo où il s'engage immédiatement dans les mouvements étudiants qui à cette époque agitent le Japon. Il participe notamment aux violentes manifestations de 1971 contre la construction de l'Aéroport international de Narita. Il quitte ensuite, sans aller au bout de son cursus universitaire, le monde de l'activisme pour rentrer à la Nikkatsu comme assistant-réalisateur contractuel. Il y fait ses premiers pas dans l'industrie cinématographique en travaillant notamment sous les ordres de Chūsei Sone. Après cette période de formation il quitte le studio avec Kazuhiko Hasegawa pour qui il travaille sur deux films, Le Meurtrier de la jeunesse et L'Homme qui a volé le soleil, respectivement en 1976 et 1979. À cette époque il rencontre l’écrivain Ryū Murakami alors âgé de 25 ans et travaille pour lui comme assistant réalisateur de son premier long-métrage Bleu presque transparent en 1979. Ce dernier le décrit comme « un théoricien qui ne savait pas s’exprimer ; un homme qui aimait rire, mais restait silencieux » et fut marqué par sa manière de travailler et de diriger les acteurs qu'il décrit comme très bienveillante. Pour l'écrivain, les films de Somai sont « tous empreints de bienveillance, de chaleur et d’un peu de cruauté. » Il travaille également sous les ordres de Shūji Terayama avec le film Le Labyrinthe pastoral, grâce à l'invitation de Tatsuo Suzuki, l'un des chefs opérateurs les plus importants du Japon de l'après-guerre. En 1980, il passe lui-même à la réalisation en tant que réalisateur indépendant. Son style, caractérisé par l'emploi fréquent du plan-séquence, est parfois comparé à celui de Kenji Mizoguchi que ce soit au Japon ou en Occident. Il est surtout connu du grand public japonais pour son film Sailor Suit and Machine Gun, meilleure recette au box office d'un film japonais en 1982. Sa mort prématurée a mis un terme à une carrière brillante mais atypique et encore méconnue de l'Occident.
Shinji Sōmai a été choisi en 1990 par les lecteurs du célèbre magazine Kinema Junpō comme le cinéaste japonais numéro un des années 1980.
En 2012, le festival international d'Édimbourg, le Festival des trois continents et la Cinémathèque française proposent une rétrospective intégrale de l’œuvre de Shinji Sōmai,,.

## Filmographie

### Fiction
- 1980 : The Terrible Couple (翔んだカップル, Tonda kappuru?)
- 1981 : Sailor Suit and Machine Gun (セーラー服と機関銃, Sērā-fuku to kikanjū?)
- 1983 : P. P. Rider (ションベン・ライダー, Shonben raidā?)
- 1983 : The Catch (魚影の群れ, Gyoei no mure?)
- 1985 : Love Hotel (ラブホテル, Rabu hoteru?)
- 1985 : Typhoon Club (台風クラブ, Taifū kurabu?)
- 1985 : Lost Chapter of Snow: Passion (雪の断章 情熱, Yuki no danshō: Jōnetsu?)
- 1987 : La Femme lumineuse (光る女, Hikaru onna?)
- 1990 : Tokyo Heaven (東京上空いらっしゃいませ, Tōkyō jōkū irasshaimase?)
- 1993 : Déménagement (お引越し, Ohikkoshi?)
- 1994 : Jardin d'été (夏の庭, Natsu no niwa?)
- 1998 : Wait and See (あ、春, Ā haru?)
- 2000 : Kaza-hana (風花, Kazahana?)

### Documentaire
- 2001 : Le Mont Gassan (月山, Gassan?)[7]

## Distinctions
Sauf indication contraire, les informations mentionnées dans cette section peuvent être confirmées par la base de données cinématographiques IMDb,  présente dans la section « Liens externes ».

### Récompenses
- 1981 : prix du meilleur nouveau réalisateur au festival du film de Yokohama pour The Terrible Couple
- 1985 : Grand prix au festival international du film de Tokyo pour Typhoon Club
- 1986 : prix du meilleur réalisateur au festival du film de Yokohama pour Love Hotel et Typhoon Club
- 1986 : prix de la mise en scène pour Typhoon Club au festival des trois continents[8]
- 1994 : prix Kinema Junpō des lecteurs du meilleur film pour Déménagement[9]
- 1999 : prix FIPRESCI de la Berlinale pour Wait and See[10]
- 2000 : prix Kinema Junpō du meilleur film pour Wait and See[11]
- 2002 : prix spécial pour sa carrière à la Japan Academy Prize[12]
- 2002 : prix spécial du film Mainichi pour sa carrière[13]
- 2002 : prix spécial pour sa carrière  au festival du film de Yokohama

### Sélections
- 1986 : Montgolfière d'or pour Typhoon Club au festival des trois continents[14]
- 1987 : Montgolfière d'or pour La Femme lumineuse au festival des trois continents[15]
- 1987 : Grand prix au festival international du film de Tokyo pour La Femme lumineuse
- 1991 : Silver Screen Award du meilleur film asiatique pour  au festival international du film de Singapour

## Postérité
La Maison de la culture du Japon à Paris propose une rétrospective des 13 films réalisés par Shinji Sōmai du 2 mai au 27 juin 2025.